# Arturo Borda
 Arturo Calixto Borda Gozálvez (La Paz, Bolivia; 14 de octubre de 1883 -La Paz, 17 de junio de 1953) fue unpintor, retratista, paisajista, escritor y activista boliviano. Sus obras pictóricas se encuadran en el movimiento simbólico prevaleciente a principios del siglo XX; su creación literaria abarca poemas, narraciones y ensayos. Asimismo, Borda participó activamente en la vida sindical obrera del país guiado por el credo anarquista y socialista.

## Vida
—Aquí, en este caos, siembro la colecta de mi existencia.
 A. Borda, El Loco, pág. 26

Borda comenzó a pintar a los 16 años siendo  autodidacta; sus primeras obras son retratos y paisajes de estilo modernista y ecléctico. Fue conocido también como el Toqui o Calibán
Arturo Borda tenía una preocupación e interés por los temas sociales, lo que lo llevó a fundar la sociedad Obreros del Porvenir. Ese interés lo llevó a desarrollar obras en las que incluía al indígena, junto con una crítica a la sociedad a la que acusaba de hipócrita e insensible.
Su arte se entronca en el simbolismo. Fue un excelente retratista, como se puede apreciar en los retratos de su hermano Héctor y de su madre regando plantas. El retrato de sus padres está considerado una de las obras más destacadas del género en América; al respecto John Canaday del The New York Times uno de los críticos más importantes de la época, la calificó como “una de las obras más significativas del arte latinoamericano”.
El escritor paceño Jaime Sáenz evoca así la trágica muerte de Borda: 

"Una noche, en lo más crudo del invierno, vagando por los barrios altos, a los setenta años de edad y nada menos, y caminando por las calles en busca de una copa, perdidamente borracho, se acercó a una tienda y pidió pisco; sólo que en la tienda no había pisco.

La tienda en cuestión era mitad alcoholería y mitad hojalatería; y ante la insistencia del cliente, que por nada del mundo quería irse sin antes haber bebido una copa, le dijeron que sólo tenían ácido muriático, y que sólo eso podían ofrecerle, si tanto insistía.
Arturo Borda declaró que lo único que él quería era una copa, y que no le importaba que le diesen ácido o lo que fuese, con tal que se lo diesen --y por enésima vez, pidió una copa, y siguió insistiendo--.
La tendera lanzó una maldición; y confiada en que no bebería, le lanzó una copa de ácido muriático.

Arturo Borda agarró la copa, y bebió sin asco."
J. Sáenz

Tres días después, Arturo Borda fallecería en el hospital en el que se lo trataba.

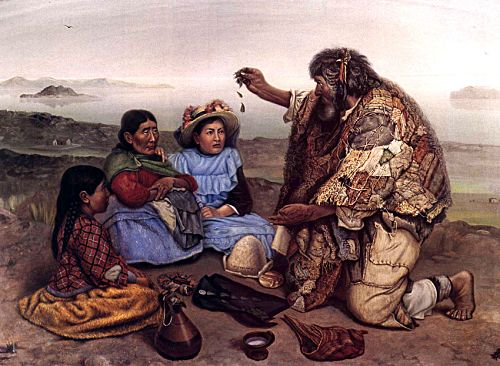
El Yatiri (1918)

## Obra

### Pintura
Su obra comprende cerca de cinco mil cuadros y dibujos, que podrían clasificarse en cuatro grupos: paisajes, retratos, obras simbólicas y bodegones. Borda es reconocido por la expresividad y simbolismo con los que plasmó sus ideas sobre el arte y la vanguardia, cuestionando la sociedad de La Paz en su época, y por su aproximación existencial hacia el oficio artístico en Bolivia. 
Su obra simbolista se ve influida por elementos locales como el Illimani, la kantuta y la estética en La Paz a principios del siglo XX.
Entre sus lienzos destacan: 
- El Yatiri (1918)
- La Madre del Pintor (1930)
- Leonor Gozálvez y José Borda (1943)
- El Despertar de la Naturaleza (1943-1950)

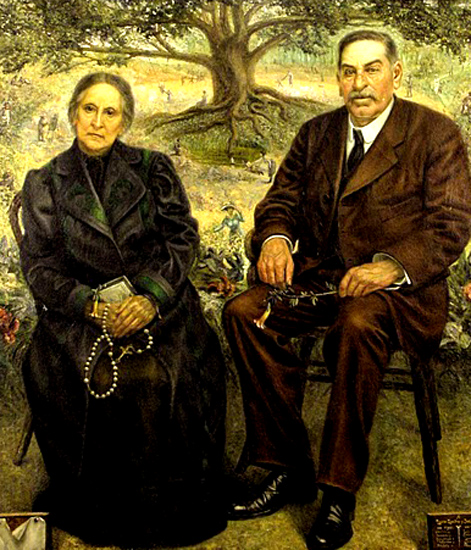
Leonor Gozálvez y José Borda (1943)

- Illimani (1943)
- El Triunfo del Arte (1948)

### Literatura

#### El Loco
Es la suma de los pliegos literarios de Borda, redactados durante 50 años, desde 1901 hasta 1950. El Loco es una confesión interior del artista en un cúmulo de tres tomos y 1659 páginas. Emplea varios géneros, como narración, diálogo, poesía y ensayo, para abordar temas de observación social, psicología íntima, meditaciones filosóficas y, en especial, la congoja en la búsqueda de la belleza. La expresión de los pensamientos no es uniforme, por lo cual se alternan pasajes de imaginación alucinada con otros de tediosa palabrería. El libro fue publicado de manera póstuma en 1966.

Líbrame, Señor, de mi alma: 

he oído pasar en la noche profunda 

los arpegios de una armonía lejana.
 A. Borda, El Loco, pág. 185

III

Más tarde noté que de mi corazón saltaba silbando un hilillo
de sangre y que al caer en la arena se tornaba en hierro, del que durante
milenios mi espíritu forjó en soledad, en el yunque de mi cerebro,
el cañón y el trípode de un telescopio gigantesco, cuyos lentes eran
mis ojos; visto de arriba era microscopio. Terminado que fue, quedé
con el ansia en mis órbitas vacías, contemplando la eternidad, como
en sueño, á través del extraño instrumento, anotando de siglo en siglo
alguna que otra observación. Pero todo me parecía complicado aun,
aunque yo adivinaba simple en sí la verdad.
 A. Borda, El Loco, pág. 11

En 2020, la Secretaría Mayor de Culturas del Gobierno Autónomo Municipal de La Paz formaría un concejo editorial para concretar una reedición de "El Loco", en un solo tomo, una versión corregida y con los reconocimientos a la obra del autor. Esta segunda edición se publicó el 23 de abril de 2021, en el marco del Día Internacional y Nacional del Libro y del Derecho de Autor.

#### Nonato Lyra
- Manuscrito (circa 1940, editado 2014[3])